# Ятва
Ятва — река в России, протекает в Белорецком районе Башкортостана. Устье реки находится в 1300 км по левому берегу реки Белой. Длина реки — 20 км.
Крупный приток — Казённый Ключ, впадает у д. Нижняя Ятва.

## Данные водного реестра
По данным государственного водного реестра России относится к Камскому бассейновому округу, водохозяйственный участок реки — Белая от истока до водомерного поста Арский Камень, речной подбассейн реки — Белая. Речной бассейн реки — Кама.
Код объекта в государственном водном реестре — 10010200112111100016946.

## Топографические карты
- Лист карты N-40-81 Белорецк. Масштаб: 1 : 100 000. Издание 1961 г.